# 鳥飼行博
鳥飼 行博（とりかい ゆきひろ、1959年4月3日 - ）は、日本の経済学者。東海大学教養学部人間環境学科社会環境課程教授。中央大学経済学部兼任講師。持続可能な開発を目指す「開発と環境の経済学」、草の根民活論を研究教育する。父は物理学者の鳥飼欣一、祖父は陸軍軍人の鳥飼恒男。

## 人物
茨城県水戸市生まれ。1988年、東京大学大学院経済学研究科博士課程修了。昭和63年、東京大学経済学博士。博士論文は「不確実性下の経済行動 -フィリピン米作農村の事例研究-」。
地球温暖化対策、熱帯林および生物多様性の保全、廃棄物処理、人口など環境問題について、南北問題の視点から扱っている。そして、経済主体のモラルハザードやフリーライダーなど機会主義的行動を抑制できるように、インセンティブを内包する経済政策を重視し、ローカル・コモンズ管理、環境ODAなどの環境政策を議論。後発開発途上国を中心とした難民問題に関して、人間の安全保障も研究教育している。

## 業績
開発途上国の地域コミュニティに滞在し、労働、所得・収穫、薪炭採取などに関するフィールドワークを行う。その結果、現地住民が利用する共有地や共有資源は、地域コミュニティのメンバーに限って利用できる「ローカル・コモンズ」であり、収奪的利用が抑制されていること、そのためにコモンズの悲劇は成り立たないことを示した。
ローカル・コモンズは、薪炭をもたらす森林、河川、道路脇や公有地の牧草、沿岸の水産資源など、バイオマスを中核にして、様々な形態で広範に存在する。そこで、持続可能な開発な社会を形成するためには、貿易、直接投資、政府開発援助,NGOだけではなく、地域コミュニティにおけるローカル・コモンズの持続可能な利用と適正管理に着目して、社会開発を進めつつ、環境を保全することが有効であると考えられる。これは、現地住民を、開発と環境保全の担い手として位置づける「草の根民活論」である。

## 経歴
1959年、茨城県水戸市生まれ。茨城県立水戸第一高校卒業。
1983年、中央大学経済学部卒業。
1988年、東京大学大学院経済学研究科応用経済学専攻博士課程修了。経済学博士。その後、日本学術振興会特別研究員。
1990年、東海大学教養学部生活学科専任講師。1998年から1999年にかけて、タイ王国モンクット王工科大学(KMITL)農業技術学部客員研究員。現在、東海大学教養学部人間環境学科社会環境課程教授。中央大学経済学部兼任講師。
web上では、日本とアジアの問題として、アジア太平洋戦争のページを人権・人間の安全保障に注目して作成。個別ページを公開している。

## 著書

### 単著
- 『開発と環境の経済学―人間開発論の視点から』（東海大学出版会、1998年、ISBN 4486014197）
- 『環境問題と国際協力―持続可能な開発に向かって』（青山社、2001年、ISBN 4883590585）
- 『社会開発と環境保全―開発途上国の地域コミュニティを対象とした人間環境論』（東海大学出版会、2002年、ISBN 4486015851 ）
- 『地域コミュニティの環境経済学―開発途上国の草の根民活論と持続可能な開発』（多賀出版、2007年、ISBN 9784811571317）
- 『写真・ポスターから学ぶ戦争の百年―二十世紀初頭から現在まで』（青弓社、2008年、ISBN 9784787220288）
- 『写真・ポスターに見るナチス宣伝術―ワイマール共和国からヒトラー第三帝国へ』（青弓社、2011年、ISBN 9784787220424 ）
- 『アジア地域コミュニティ経済学―フィリピンの棚田とローカルコモンズ』（東海大学出版部、2015年、ISBN 9784486020486 ）

### 共著
- （宇沢弘文・田中廣滋）『地球環境政策』（中央大学出版部、1999年、ISBN 9784805725009）
- （田中廣滋）『環境ネットワークの再構築-環境経済学の新展開』（中央大学出版部、2001年、ISBN 9784805725016）
- （丸尾直美・益村眞知子）『ポスト福祉国家の総合政策-経済・福祉・環境への対応』（ミネルヴァ書房、2001年、ISBN 9784623032495）
- （奥良モト・堀ノ内雅一）学習漫画 世界の伝記NEXT『サリバン先生-ヘレン・ケラーとともに歩んだ教育者』（集英社、2011年、ISBN 9784082400484）
- （海野そら太・登坂恵里香）学習漫画 世界の伝記NEXT『ヘレン・ケラー-世界に希望の光をあたえた奇跡の人』（集英社、2015年、ISBN 9784082400668）